# قطعنامه ۵۵۴ شورای امنیت
قطعنامه ۵۵۴ شورای امنیت سازمان ملل متحد که در تاریخ ۱۷ اوت ۱۹۸۴ تصویب شد، سندی بین‌المللی دربارهٔ آفریقای جنوبی است. این قطعنامه طی نشست ۲۵۵۱ام با ۱۳ موافق، ۰ مخالف و ۲ ممتنع تصویب شد.